# リン酸ホウ素
リン酸ホウ素は化学式PBO4で表わされる無機化合物である。白色の粉末であり水や鉱酸には溶解しない。相対比重は25度において2.52 g/mL。単純な方法としてはホウ酸とリン酸の反応によって合成される。

## 合成
リン酸ホウ素はホウ酸とリン酸を80度から1200度の温度範囲で加熱することによって合成される。低温で処理するとアモルファスの粉末が得られ、およそ1000度で2時間加熱することで結晶質に転移する。
主な反応は以下の通りである。
H3BO3 + H3PO4 → BPO4 + 3 H2O
水熱合成やマイクロウェーブ合成のような新しい合成方法も報告されている。
リン酸ホウ素は特定の産業において、他の方法が同様に用いられる。
- リン酸とホウ酸トリエチル
- リン酸トリエチルと三塩化ホウ素
- リン酸二アンモニウムとホウ砂を1000度で加熱する
- 五酸化二リンとホウ酸（水熱合成）

有機合成反応などの触媒用途に用いる場合比表面積の大きさが重要になるため、ホウ酸トリ-n-プロピルとオルトリン酸との反応によって比表面積の大きな触媒用のリン酸ホウ素が合成される。

## 構造
リン酸ホウ素はBO4とPO4の繰り返し構造を取る。常圧で合成した物はβ-クリストバライトと同型の構造が得られ、高圧下で合成するとα-石英と同型の構造を持つ化合物が得られる 。

## 用途
リン酸ホウ素は脱水反応や他の有機合成反応のための触媒として用いられる。また、金属リン酸塩を得るための固体状態における交換反応でのリン酸塩源としても用いられる。その他、特殊ガラスの原料や水ガラスの硬化剤としても利用される。

## 危険性
目や呼吸器、皮膚への刺激性が警告されている。